# アブオーム
アブオーム(abohm)は、CGS単位系の電磁単位系(emu)における電気抵抗の単位である。1アブオームは10−9オーム（1ナノオーム）に等しい。abはabsolute の略で、実用単位のオームに対応する絶対単位という意味である。
CGS電磁単位系は、CGS単位系にいくつかある電磁気の単位のうちの一つである。アブオームは電磁単位系でのみ使用される単位である。
1アブオームは、1アブボルト(abV)の電圧をかけたときに1アブアンペア(abA)の電流が流れる電気抵抗と定義される。